# Stadtkirche St. Michael (Werneuchen)

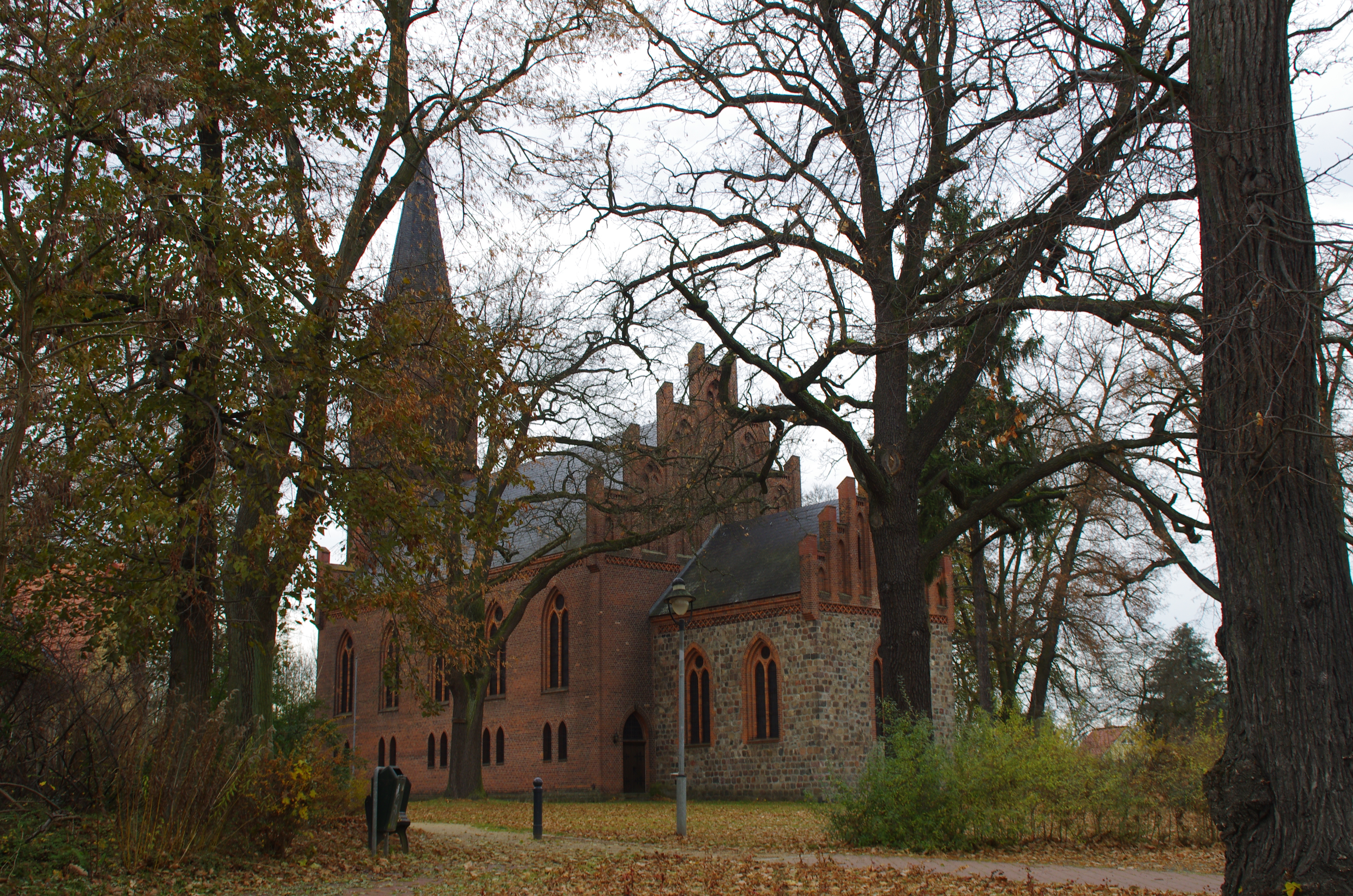
Stadtkirche St. Michael (Werneuchen)

Die evangelische, denkmalgeschützte Stadtkirche St. Michael steht in
Werneuchen, einer Kleinstadt im Landkreis Barnim des Bundeslandes Brandenburg. Sie gehört zum Kirchenkreis Barnim der Evangelischen Kirche Berlin-Brandenburg-schlesische Oberlausitz.

## Beschreibung
Die 1873/74 errichtete neugotische Saalkirche wurde aus Backsteinen errichtet. Sie besteht aus einem Langhaus, einem quadratischen Kirchturm im Westen, der von Strebepfeilern gestützt und seitlich von Anbauten für die Treppen flankiert wird, und  einem eingezogenen, gerade geschlossenen Chor im Osten, der im Kern von der Feldsteinkirche aus dem 13. Jahrhundert stammt. Der mit Blenden geschmückte Staffelgiebel ist jedoch neu. Das oberste Geschoss des Kirchturms beherbergt hinter den als Biforien gestalteten Klangarkaden den Glockenstuhl und in den Giebeln darüber die Turmuhr. Bedeckt ist der Kirchturm mit einem schiefergedeckten spitzen Helm. 
Die Emporen an den Längswänden befinden sich zwischen den kleinen unteren Fenstern und den hohen Maßwerkfenstern. Bei der Restaurierung wurde der Innenraum des Langhauses 1958/59 mit einer hölzernen Flachdecke überspannt und die Chorschranke entfernt, sodass der Blick frei auf das Netzgewölbe der zwei Joche des Chors vom Anfang des 16. Jahrhunderts fällt. Die Kirchenausstattung stammt von 1874. In der Winterkirche wurde eine Orgel aufgestellt, die von der W. Sauer Orgelbau Frankfurt (Oder) 1971 gebaut wurde.